# One Direction: This Is Us
One Direction: This Is Us (inna nazwa 1D3D) – brytyjsko-irlandzki film dokumentalny zrealizowany w technologii 3D, opowiadający o zespole One Direction.

## Obsada
- One Direction
  - Niall Horan
  - Zayn Malik
  - Liam Payne
  - Harry Styles
  - Louis Tomlinson
- Simon Cowell
- Martin Scorsese
- Mike Williams
- Alexis Petridis

## Streszczenie
Film przedstawia historię grupy One Direction, od jej początków aż do światowego fenomenu. Pokazuje jak wyglądało życie jej członków przed programem X Factor oraz po nim. Zawiera też zdjęcia nakręcone podczas koncertu w Londynie i przygotowania grupy do występów. Film prezentuje także ich nowy singiel Best Song Ever z płyty Midnight Memories.

## Produkcja

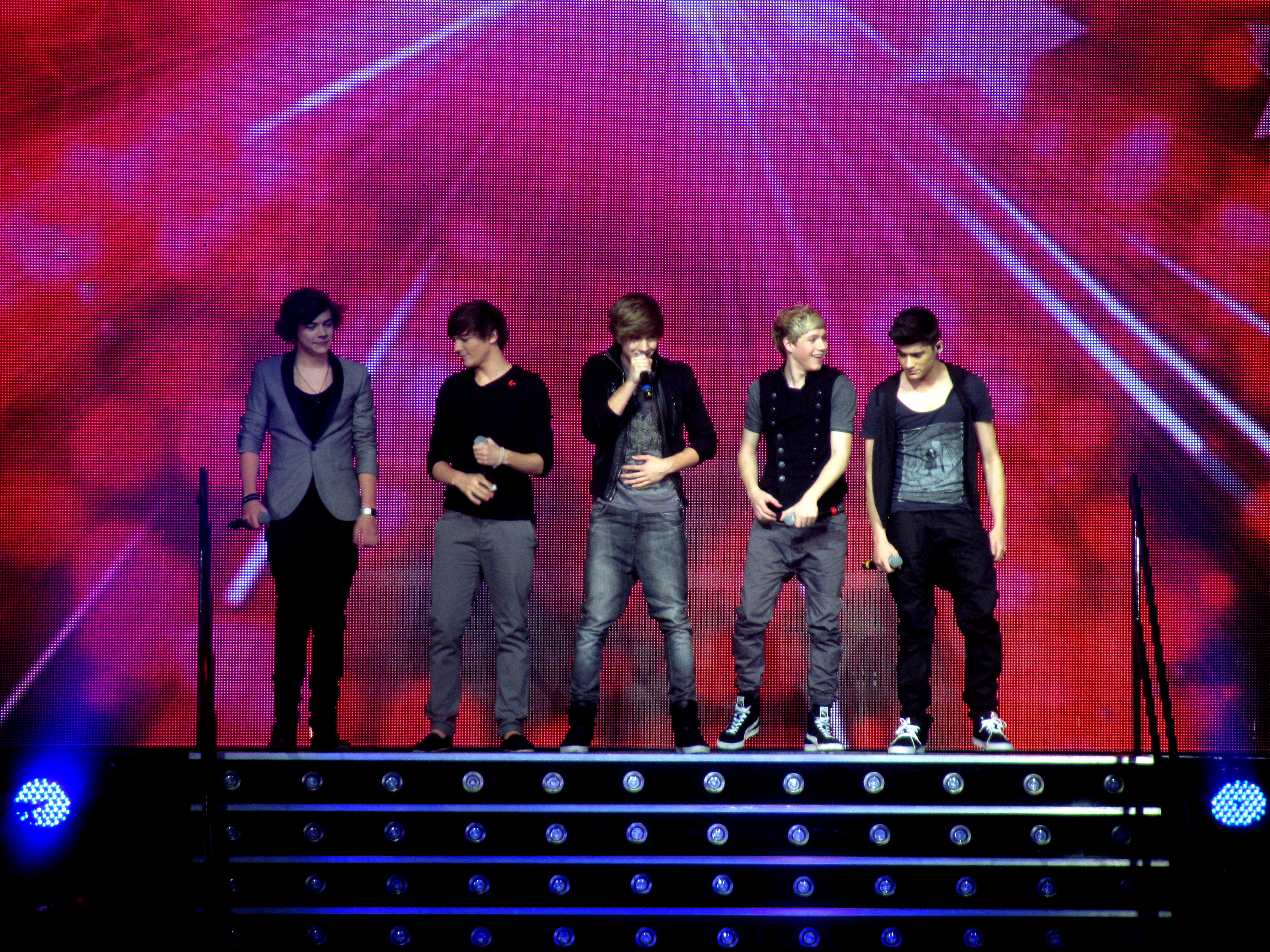
Zespół w programie X Factor

12 listopada 2012 roku w programie The Today Show zespół ogłosił, że powstanie o nich film, co potwierdził później jego reżyser Morgan Spurlock. Spurlock, który wcześniej bezskutecznie negocjował reżyserię podobnych filmów (Justin Bieber: Never Say Never i Katy Perry: Part of Me) powiedział, że podjął się jego realizacji z powodu niezwykle szybkiego wzrostu popularności zespołu.
Zdjęcia rozpoczęły się 17 stycznia 2013 r. w Tokio i były kręcone w technice 3D. Początkowo film miał nosić tytuł 1D3D, ale 13 marca 2013 r. ogłoszono, że zmieniono go na One Direction: This Is Us.
Grupa ujawniła też, że film nie posiada napisanego wcześniej scenariusza, dzięki czemu cały materiał filmowy jest bardziej prawdziwy, a ich gra „naturalna”. Dodali również, że ciągle towarzyszące im kamery mogły lepiej pokazać ich osobowość, wzajemne relacje oraz to, jak się relaksują w wolnych chwilach. Ponadto w filmie umieszczono relacje fanów zespołu i komentarz Simona Cowella, który był ich mentorem w programie X Factor i producentem filmu.
Pierwszy promocyjny trailer pojawił się 8 lutego 2013 r. a kilka miesięcy później, 25 czerwca, drugi i zawierał już fragment piosenki Best Song Ever z albumu Midnight Memories.

## Przyjęcie
Film otrzymał mieszane recenzje, ale z przewagą pozytywnych. Internetowy serwis Rotten Tomatoes opierając się na 63 recenzjach ocenił go na 70% i uznał, że spodoba się on fanom zespołu, a pozostałym widzom przypadnie do gustu sprawnie zmontowany materiał filmowy z koncertu. Metacritic z kolei przyznał mu ocenę 48/100 na podstawie „mieszanych i średnich recenzji”. Negatywną recenzję napisał Robbie Collin z The Telegraph, który uznał, że film został wyprodukowany głównie dla fanów oraz z chęci zysku, co zdławiło kreatywność.